# کوه آریه

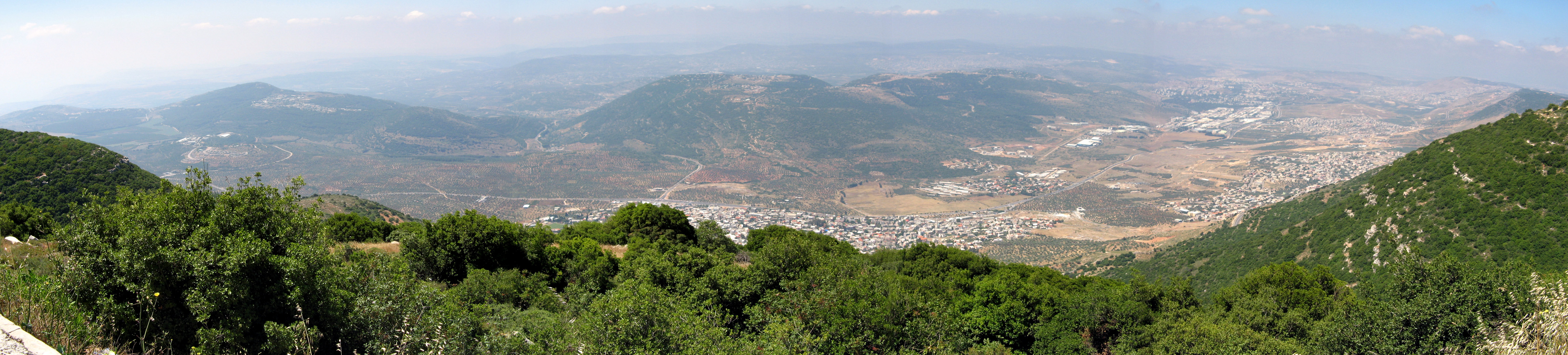
پانوراما کوه آریه به سمت جنوب. شهر بزرگ وسط الرامه و بعد از آن کوه مرون است.

کوه آریه (به عربی: جبل حیدر و به عبری: הר האר"י) کوهی در اسرائیل است.

## سلسله جبال
جبل حیدر از اسرائیلی است که در سلسله جبال کوه مرون در ناحیه الجلیل بالا می‌باشد.

## مکان و ارتفاع
این کوه در ۱ تا ۲ کیلومتری جنوب روستای بیت جن است و قله اشبه ۱۰۴۷ متر می‌رسد. در نزدیکی کوه ضریح بهاء الدین قرار دارد که برای دروزی‌ها مقدس است.